# Кодекс Іпсіланті
Кодекс Іпсіланті — кодифікована збірка норм матеріального, процесуального і судового права Валахії, укладена 1775 за часів господаря Олександра Іоанна Іпсіланті (1726—1807).